# Richard Dashut
Richard Charles Dashut (West Hollywood, California, Estados Unidos, 19 de septiembre de 1951) es un productor discográfico estadounidense que colaboró en varios álbumes de Fleetwood Mac, como Rumours y Tusk, y más adelante en el álbum de Matthew Sweet, Altered Beast. Dashut también compuso varias canciones en colaboración con Lindsey Buckingham en su época de Fleetwood Mac.

## Biografía
Nació en West Hollywood, California y comenzó barriendo el suelo en un estudio de grabación.